# Edewecht
Edewecht è un comune di 22 748 abitanti, della Bassa Sassonia, in Germania.
Appartiene al circondario (Landkreis) dell'Ammerland (targa WST).

## Amministrazione

### Gemellaggi
- Wusterhausen/Dosse